# Trollhättan
Trollhättan er en by i Västergötland i Sverige med cirka 50.069 (2023) indbyggere.
Trollhättan ligger ved Göta älv 70 km nordøst for Göteborg, og den meget vandrige elv har her et fald på 32 meter. Allerede i 1700-tallet begyndte man under Christopher Polhems ledelse at anlægge sluser, men først i 1800-tallet lykkedes det at åbne det første kanal- og slusesystem. 
Trollhättan har en meget betydelig industri, som især domineres af bilfabrikken Saab og Volvo Aero Corporation.
Kanal- og sluseanlægget er et meget interessant udflugtsmål. Polhems sluse findes stadig, og området besidder stor skønhedsværdi. På Fallens dag i juli får elven sit gamle løb tilbage, og den vældige fos frembyder et imponerende skue. 
22. oktober 2015 blev to skoleelever dræbt i Trollhättan ved et angiveligt racistisk angreb.